# SuperSPARC
SuperSPARC — микропроцессор, использующий систему команд SPARC V8. Разработан корпорацией Sun Microsystems. Версии с тактовой частотой 33 и 40 МГц появились в 1992. SuperSPARC содержал 3.1 миллиона транзисторов. Он был произведён компанией Texas Instruments в Miho (Япония) по 0,8-микронной технологии BiCMOS.
Существовали два производных SuperSPARC: SuperSPARC+ и SuperSPARC-II. SuperSPARC+ был разработан с целью исправить некоторые недостатки, которые ограничивали тактовую частоту SuperSPARC и следовательно производительность. SuperSPARC-II, выпущенный в 1994, был значительно переработан, что позволило достичь частоты 80 МГц. В 1995, SuperSPARC-II был заменён на 64-битный UltraSPARC, использующий систему команд SPARC V9.